# みじん切り

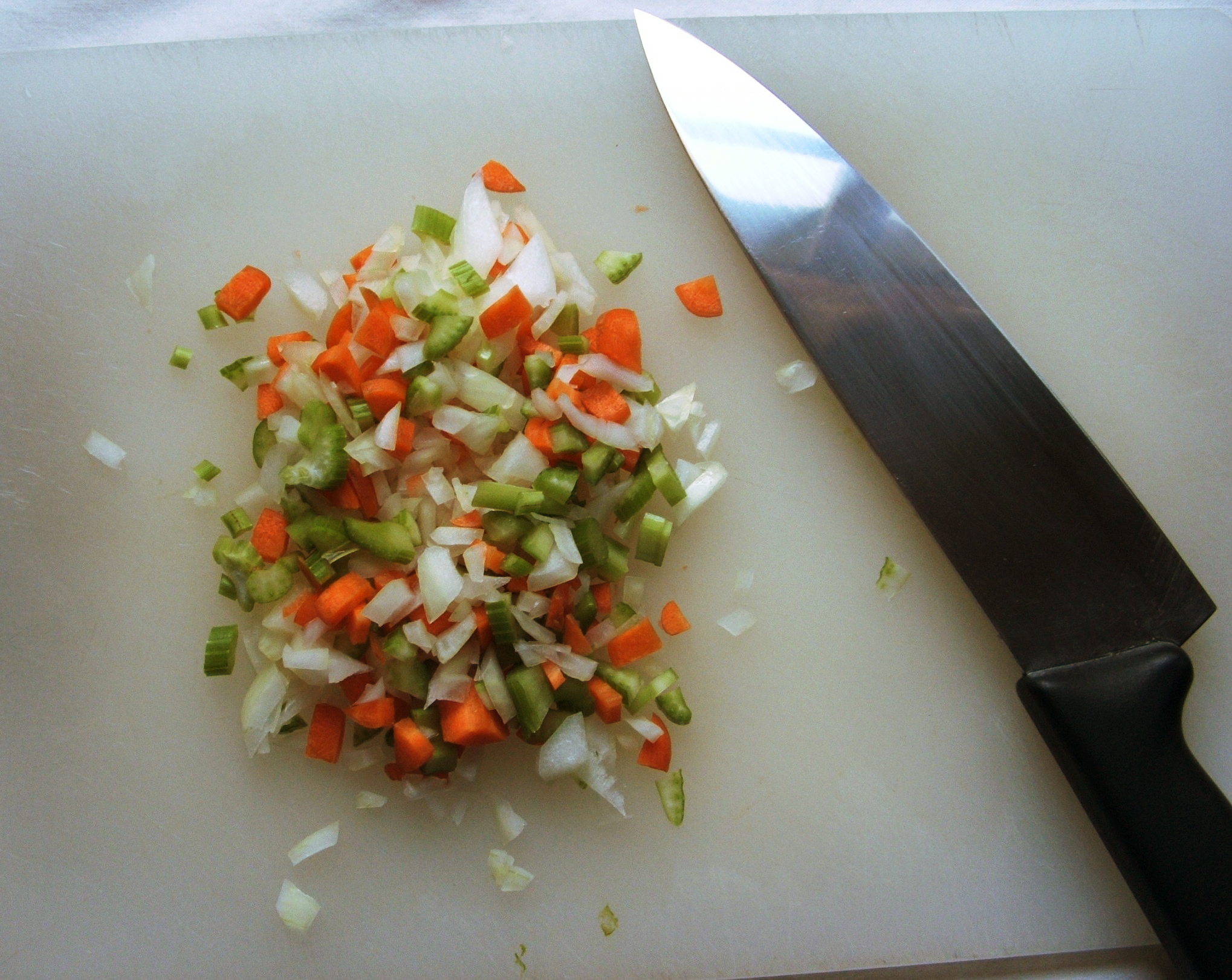
みじん切りにした野菜

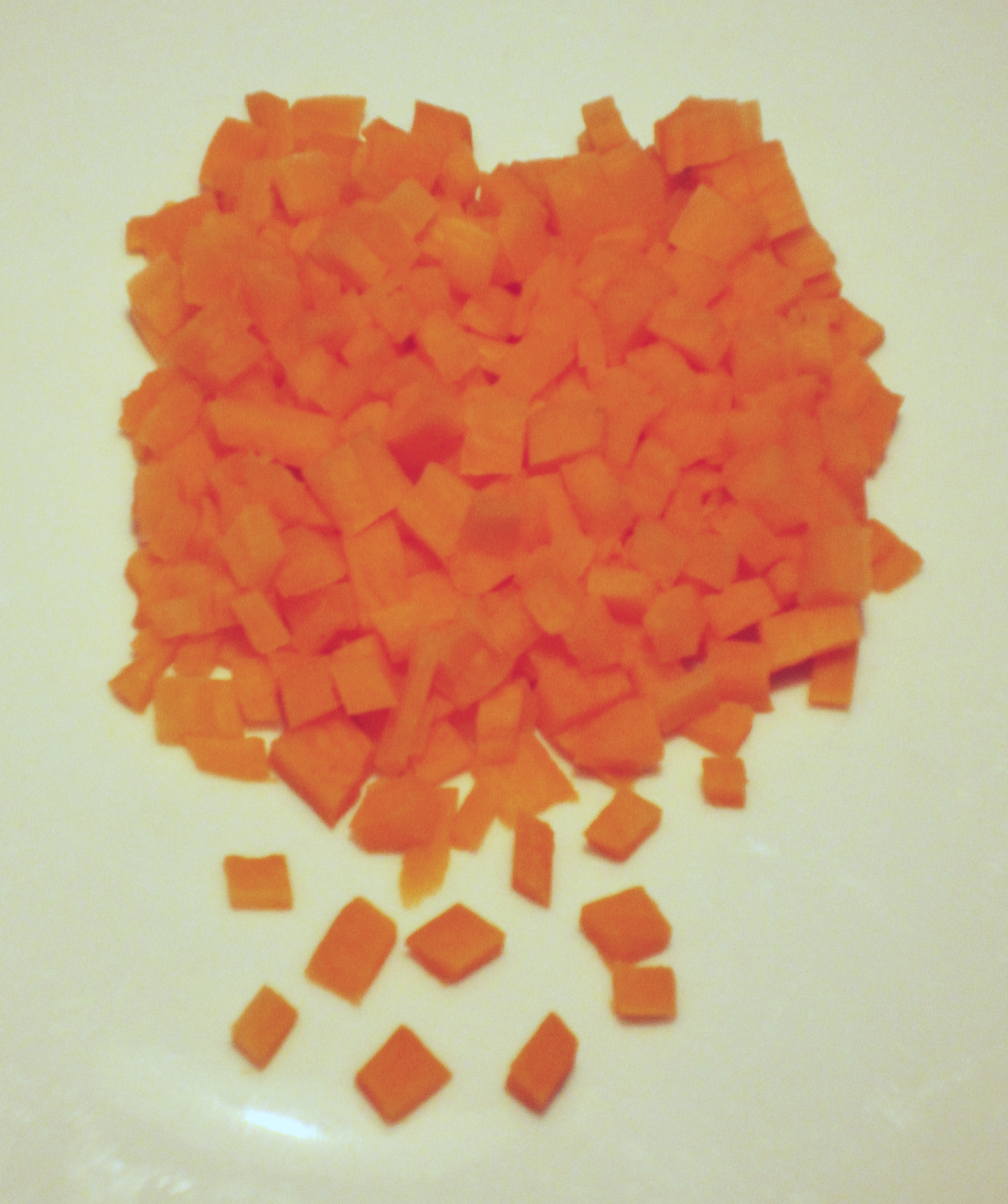
ニンジンのみじん切り

みじん切り（微塵切り、みじんぎり）は食材の切り方の1つで、きわめて細かく切ること。また、その切ったもの。あられ切りよりも細かく、1 - 2 mm角程度に切る。みじん切りよりも少し大きめ（3 - 4 mm角）に刻む切り方は粗みじん（粗微塵、あらみじん）という。

## 細かい角切り
角切りによるみじん切りは、食材をまず繊切りにし、向きを変えて再び端から刻んで立方体にする。この切り方をする代表的な野菜に、ニンジン、セロリ、カブ、タマネギなどがある。
フランスでは、1 - 2 mm角の小さい角切りを「ブリュノワーズ（仏: brunoise）」という。ブリュノワーズは多くの料理で付け合わせとして使用される。コンソメの付け合わせにもよく使われ、角切りにした野菜は軽く塩茹でし、塩を加えた氷水に数秒間さらして色を定着させる。大きさや形が揃っていると、プロのように見た目のよい出来栄えとなる。

## 角切りよりも細かく
包丁やフードプロセッサーを用いて、角切りにするよりもさらに小さく食材を刻むことも多い。細かいみじん切りは、食材と混ぜる際にしっかりとつながり、やわらかく滑らかな食感にする効果がある。しかし、タマネギや根菜のようなやや堅い食材の食感を、あえて残してみじん切りにするレシピも多い。
ニンニク、ショウガ、ハーブなどの香味食材はこのようなみじん切りにすることで、よりムラなく料理に風味がつく。また、組織をつぶして香味エキスを出すことで、ソースに均一に香りや味を行き渡らせることができる。